# Umar al-Ghamdi
ʿUmar al-Ghamdi (arabisch عمر الغامدي, DMG ʿUmar al-Ġāmdī, nach englischer Umschrift Omar Al-Ghamdi; * 11. April 1979 in Mekka) ist ein ehemaliger saudi-arabischer Fußballspieler. Er gewann fünfmal die saudi-arabische Meisterschaft und nahm an der Weltmeisterschaft 2006 teil.

## Karriere
Obwohl al-Ghamdi aus der Jugend des Spitzenclubs al-Ittihad stammt, wechselte er mit 21 Jahren zum Hauptstadtclub al-Hilal. Der größte internationale Erfolg auf Vereinsebene war für ihn 2002 der Gewinn des asiatischen Pokals der Pokalsieger. Hinzu kamen vier nationale Meisterschaften und sieben Pokalsiege.
Von 2000 bis 2008 stand der flexibel einsetzbare defensive Mittelfeldspieler auch im Nationalteam Saudi-Arabiens. Dort kam Omar al-Ghamdi regelmäßig zum Einsatz und gehörte auch zum WM-Aufgebot Saudi-Arabiens für die Fußball-Weltmeisterschaft 2006 in Deutschland. Es war seine zweite WM, nachdem er schon 2002 in allen drei Spielen seines Landes zum Einsatz gekommen war.
Im Jahr 2010 verließ al-Ghamdi al-Hilal und wechselte zu Ligakonkurrent al-Shabab. Dort gewann er im Jahr 2012 seinen fünften Meistertitel. Im Jahr 2015 beendete er seine Laufbahn.

## Titel / Erfolge
- Asian-Cup-Winners’-Cup-Sieger: 2002
- Saudi-arabischer Meister: 2002, 2005, 2008, 2010, 2012
- Saudi-arabischer Pokalsieger: 2000, 2003, 2005, 2006, 2008, 2009, 2010